# George Johnson (cestista 1956)
George Lee Johnson (Brooklyn, 8 dicembre 1956) è un ex cestista statunitense, professionista nella NBA, in Italia e in Spagna..

## Carriera
Venne selezionato dai Milwaukee Bucks al primo giro del Draft NBA 1978 (12ª scelta assoluta).